# Sociología del deporte
La sociología del deporte es un área de la sociología que se centra en el deporte, siendo el deporte el centro de estudio de la sociología del deporte, y siendo la sociología el principal estudioso de la sociología del deporte como fenómeno social y en las estructuras sociales, patrones y organizaciones o grupos comprometidos con el deporte.
Los primeros textos en la sociología del deporte aparecieron a principios de los años 1920; sin embargo, esta subdisciplina de la sociología no se desarrolló plenamente hasta los años 1960, principalmente en Europa y Norteamérica. Eruditos de educación física y sociología formaron un comité internacional para la sociología del deporte en 1965, conocido actualmente como la Asociación Internacional de Sociología del deporte (en inglés IASS).
Las áreas actuales de la investigación incluyen: deporte y desviación, deporte y los medios, deporte, cuerpo y emociones, violencia en el deporte, políticas del deporte, deporte y globalización. Varias universidades enseñan actualmente cursos en sociología del deporte, y cada vez un mayor número de escuelas ofrecen graduados.

## Área de estudios
De acuerdo con la IASS, los objetivos de la sociología del deporte son:
- Examinar críticamente el papel, la función y el significado del deporte en la vida de las personas y la sociedad.
- Describir y explicar la aparición y difusión del deporte en el tiempo y en diferentes sociedades.
- Identificar los procesos de socialización en, a través y fuera del deporte moderno.
- Investigar los valores y normas de las culturas y subculturas del deporte.
- Explorar cómo el ejercicio del poder y la naturaleza estratificada de las sociedades ponen límites a las posibilidades de participación de la gente en el deporte, ya sea como jugadores, funcionarios, espectadores, trabajadores o consumidores.
- Examinar la forma en que el deporte responde a los cambios sociales en la sociedad en general.
- Contribuir al conocimientos de la sociología en general y a la formación de una política global para el deporte.[2]